# 韦亚切斯拉夫·戈然
韦亚切斯拉夫·戈然（羅馬尼亞語：Veaceslav Gojan，1983年5月18日—），摩尔多瓦男子拳击运动员。他曾代表摩尔多瓦参加2008年夏季奥林匹克运动会拳击比赛，获得男子54公斤级铜牌。